# Gajatri
Gajatri (गायत्री, gāyatrī) je ženska oblika gāyatra, sanskrtske besede za pesem ali himno. Boginja je bila prvotno poosebljenje Gajatri mantre ter ima vlogo veda mate ali matere vseh Ved. Gayatri je obenem tudi poosebljenje vseprežemajočega Parabrahmana, najvišje nespremenljive resničnosti, ki je prisotna v ozadju vseh pojavov. Boginjo Gajatri častijo tako hindujci kot tudi budisti po celem svetu. Mnogi hindujci Gajatri ne dojemajo kot le eno izmed boginj, temveč kot prikaz samega Brahmana v ženski obliki. Boginja pravzaprav združuje vse zaznavne lastnosti Brahmana, vključno s preteklostjo, sedanjostjo in prihodnostjo, kot tudi s tremi svetovi obstoja. Boginjo Gayatri častijo tudi kot hindujsko trimurti, združeno v eno božanstvo. V hinduizmu obstaja le eno stvarstvo, ki se lahko kosa z briljantnostjo Aditij — to je Gajatri. Nekateri jo imajo tudi za mater vseh bogov in vrhunec boginj Lakšmi, Parvati in Sarasvati.
Gajatri pogosto upodabljajo sedečo na rdečem lotosu, ki simbolizira bogastvo. Pojavlja se v eni izmed sledečih dveh oblik:
- Ima pet glav z desetimi očmi, ki gledajo v osem smeri ter v nebo in zemljo. Ima deset rok, ki držijo vsa orožja Višnuja, kar simbolizira vsa njena ponovna rojstva.
- Kot boginja učenja je upodobljena v spremstvu belega laboda. V eni roki drži knjigo znanja, v drugi roki pa zdravilo.